# Alfredo Núñez Mendoza
Alfredo Horacio Núñez Mendoza (Tomé, 16 de diciembre de 1960 - Antofagasta, 15 de marzo de 2008) más conocido por su apodo como Torpedo Núñez, fue un futbolista chileno y ex seleccionado nacional.

## Trayectoria

### Como jugador
Se formó en Universidad Católica, pero debutó en el fútbol en Iberia de Los Ángeles en 1980, en 1983 en Malleco Unido se convirtió en goleador. Es contratado por Palestino en donde realiza sus mejores temporadas, es finalista de la Copa Chile 1985 (goleador de dicho torneo con 11 conquistas), y finalista del Campeonato Nacional 1986 en la cual cae derrotado ante Colo Colo por dos tantos a cero.
Tuvo un breve paso en el fútbol mexicano en Atlas de Guadalajara en 1987, luego vuelve a Palestino y continúa su carrera defendiendo las camisetas de Naval de Talcahuano, Everton de Viña del Mar y Unión La Calera en Segunda División.

### Como entrenador
Luego de su retiro del fútbol profesional se desempeñó como técnico de Unión La Calera, Unión San Felipe, San Luis de Quillota entre otros y finalmente como ayudante técnico en Ñublense de Chillán.

## Selección nacional
Tras su gran campaña en 1983 por Malleco Unido, fue convocado a la Selección Chilena que participó en el Torneo Preolímpico de Ecuador y en los Juegos Olímpicos de Los Ángeles EE. UU. 1984.
El 8 de junio de 1985 debutó en la selección chilena adulta en un amistoso ante Brasil en Porto Alegre (1-3), anotando su único tanto en la selección.

### Participaciones en Preolímpicos
| Torneo              | Sede    | Resultado |
| ------------------- | ------- | --------- |
| Preolímpico de 1984 | Ecuador | 2° Lugar  |

### Participaciones en Juegos Olímpicos
| Olimpiadas                           | Sede           | Resultado        |
| ------------------------------------ | -------------- | ---------------- |
| Juegos Olímpicos de Los Ángeles 1984 | Estados Unidos | Cuartos de final |

### Partidos internacionales
| Partidos internacionales | Partidos internacionales | Partidos internacionales                           | Partidos internacionales | Partidos internacionales | Partidos internacionales | Partidos internacionales | Partidos internacionales | Partidos internacionales | Partidos internacionales   |
| N.º                      | Fecha                    | Estadio                                            | Local                    | Resultado                | Visitante                | Goles                    | Asistencias              | DT                       | Competición                |
| ------------------------ | ------------------------ | -------------------------------------------------- | ------------------------ | ------------------------ | ------------------------ | ------------------------ | ------------------------ | ------------------------ | -------------------------- |
| 1                        | 8 de junio de 1985       | Estadio Beira-Rio, Porto Alegre, Brasil            | Brasil                   | 3-1                      | Chile                    | Anotado                  |                          | Pedro Morales            | Amistoso                   |
| 2                        | 25 de octubre de 1988    | Estadio Carlos Dittborn, Arica, Chile              | Chile                    | 2-0                      | Perú                     |                          |                          | Orlando Aravena          | Copa del Pacífico 1988     |
| 3                        | 1 de noviembre de 1988   | Estadio Municipal de Concepción, Concepción, Chile | Chile                    | 1-1                      | Uruguay                  |                          |                          | Orlando Aravena          | Copa Juan Pinto Durán 1988 |
| Total                    | Total                    | Total                                              | Presencias               | 3                        | Goles                    | 1                        |                          |                          |                            |

| Selección chilena | Selección chilena | Selección chilena |
| Año               | Partidos          | Goles             |
| ----------------- | ----------------- | ----------------- |
| 1985              | 1                 | 1                 |
| 1988              | 2                 | 0                 |
| Total             | 3                 | 1                 |

## Muerte
El 15 de marzo de 2008 mientras jugaba un futbolito entre Ñublense y Deportes Antofagasta, el torpedo sufre un infarto al miocardio. Sus restos fueron enterrados en La Calera. Actualmente una tribuna del Estadio Nicolás Chahuán de La Calera, lleva su nombre en homenaje a su labor como jugador y técnico de Unión La Calera.

## Clubes

### Como jugador
| Club                 | País   | Año       |
| -------------------- | ------ | --------- |
| Iberia Los Ángeles   | Chile  | 1980      |
| Trasandino           | Chile  | 1981      |
| Iberia Los Ángeles   | Chile  | 1982      |
| Malleco Unido        | Chile  | 1983      |
| Palestino            | Chile  | 1984-1986 |
| Atlas de Guadalajara | México | 1987-1988 |
| Palestino            | Chile  | 1988      |
| Deportes La Serena   | Chile  | 1989      |
| Naval de Talcahuano  | Chile  | 1989      |
| Everton              | Chile  | 1990      |
| Unión La Calera      | Chile  | 1991      |
| Santiago Wanderers   | Chile  | 1992      |
| Unión La Calera      | Chile  | 1992-1993 |
| San Luis de Quillota | Chile  | 1994      |
| Unión La Calera      | Chile  | 1995      |

### Como entrenador
| Club                 | País  | Año       |
| -------------------- | ----- | --------- |
| Unión La Calera      | Chile | 1996-1997 |
| Unión San Felipe     | Chile | 1997      |
| Unión La Calera      | Chile | 1998      |
| San Luis de Quillota | Chile | 2001      |
| Unión La Calera      | Chile | 2004-2005 |
| Unión La Calera      | Chile | 2006      |

## Palmarés

### Distinciones individuales
| Distinción                | Año  |
| ------------------------- | ---- |
| Goleador de la Copa Chile | 1985 |